# گلب فتیسف
گلب گنادوویچ فِتیسُـف (روسی: Глеб Генна́дьевич Фети́сов؛ زادهٔ ۵ ژوئن ۱۹۶۶ میلادی) میلیاردر، سرمایه‌گذار، تهیه‌کننده فیلم (با تهیهٔ دو اثر نامزد جایزه اسکار) و نیکوکار اهل روسیه است. او دکترای اقتصاد دارد و استاد رشتهٔ اقتصاد و منابع مالی است. فتیسف از سال ۲۰۰۱ تا ۲۰۰۹ نماینده شورای فدراسیون روسیه از استان ورونژ بود و بین سال‌های ۲۰۱۲ تا ۲۰۱۵ ریاست حزب اتحاد سبز را بر عهده داشت. او دیگر تابعیت روسیه را ندارد و اکنون شهروند قبرس است و در آنجا اقامت دارد.
از فیلم‌ها یا مجموعه‌های تلویزیونی که وی در آن‌ها نقش داشته‌است می‌توان به بی‌عشق اشاره نمود.